# Skatteår
Skatteår er en periode på 365 dage, hvor man opgør indkomsten for juridiske personer. 
I Danmark og langt de fleste OECD-lande er skatteåret lig kalenderåret (1. januar – 31. december).
Undtagelser her til er eksempelvis: England 6. april til 5. april; Australien har 1. juli til 30. juni; Indien 1. april til 30. marts.
Selskaber kan have et forskudt regnskabsår.